# Der Neue
Der Neue (Originaltitel: New Boy) ist ein irischer Kurzfilm der Regisseurin Steph Green aus dem Jahr 2007. Er wurde 2009 für einen Oscar nominiert. Es handelt sich um die Verfilmung der gleichnamigen Kurzgeschichte von Roddy Doyle.

## Handlung
Der Film spielt hauptsächlich in einer irischen Schule, während gelegentlich Rückblicke in einem Klassenraum in Afrika stattfinden. Die Lehrerin stellt Joseph, einen Jungen schwarzer Hautfarbe, seiner neuen Schulklasse vor und weist ihm einen Platz zu. Bald wird er von dem hinter ihm sitzenden irischen Jungen Christian Kelly geärgert. Die Lehrerin greift ein und gibt den Kindern Mathematikaufgaben auf. Joseph erinnert sich an einen Tag in seiner alten Schule, als sein Vater und damaliger Lehrer ebenfalls Mathematik unterrichtete. Als Christian ihn erneut provoziert, verbiegt Joseph schmerzhaft dessen Finger. Die Lehrerin trennt sie, doch Christian droht Joseph, er sei bald tot.
Während der Pause erinnert sich Joseph erneut an den Schultag in Afrika. Nachdem seine Mitschüler gegangen waren, hatte er sich noch mit seinem Vater unterhalten. Plötzlich betraten zwei bewaffnete Männer den Raum. Joseph konnte sich verstecken, musste jedoch mitansehen, wie die Männer seinen Vater aus dem Raum führen. Als er ihnen folgte und von der Tür aus hinterher sah, ertönten Schüsse und Joseph schloss entsetzt die Augen. Im gleichen Moment wird er in der Gegenwart auf dem Pausenhof von einem Milchkarton getroffen. Christian  kommt zusammen mit seinem Freund Seth Quinn drohend auf ihn zu und stößt ihn vor die Brust. Joseph wehrt sich, indem er erneut nach Christians Finger greift, was diesen zögern lässt.
Anschließend werden Joseph, Christian und Seth von der Lehrerin zur Rede gestellt. Keiner von ihnen will jedoch etwas zu dem Vorfall sagen. Ihre Mitschülerin Hazel O’Hara, die schon vorher als strebsame „Petze“ aufgefallen ist, versucht die Lehrerin zu informieren, wird aber fortgeschickt. Im Weggehen flucht Hazel, woraufhin ihr die Lehrerin folgt und sie zurechtweist. Christian macht einen Witz über die rigiden Disziplinarmaßnahmen der Lehrerin und Joseph ahmt ihre Stimme nach. Alle drei lachen. Joseph erinnert sich an fröhliche Momente mit seinem Vater und lächelt die zurückkommende Lehrerin an. Sie resigniert und führt die Jungen wieder in den Klassenraum.

## Hintergrund
Nachdem Steph Green Roddy Doyles Kurzgeschichte New Boy in der multikulturellen Zeitung Metro Éireann gelesen hatte, entwickelte sie die Idee einer Filmadaption. Sie schrieb Doyle einen Brief und konnte ihn für die Zusammenarbeit gewinnen. Das Drehbuch verfasste sie selbst, hielt aber regelmäßig Rücksprache mit ihm. Das Irish Film Board und RTÉ übernahmen die Finanzierung.
Von der Planung bis zur Fertigstellung des Filmes dauerte es ca. 12 Monate. Das Casting der Hauptdarsteller nahm viel Zeit in Anspruch, da Green hohe Ansprüche an deren Authentizität stellte. Die Rolle Josephs wurde zuletzt besetzt, nachdem die Suche über ganz Irland bis in das Vereinigte Königreich ausgeweitet worden war. Einige der im Film auftretenden Kinder waren Laiendarsteller ohne jede Vorkenntnisse, andere besuchten verschiedene Schauspielschulen in Dublin. Simon O’Driscoll stand vorher bereits in der irischen Soap Fair City und dem Drama Die Journalistin vor der Kamera.
Die eigentlichen Dreharbeiten dauerten fünf Tage und fanden ausschließlich in Irland statt. Die Haupthandlung wurde in einer Schule gedreht, während die einen Tag in Anspruch nehmenden „Afrika-Szenen“ in einer ehemaligen Militärkaserne aufgenommen wurden.
Der Film wurde von dem Unternehmen Zanzibar Films aus Dublin produziert und durch Network Ireland Television weltweit vertrieben. Die Premiere fand am 14. Juli 2007 auf dem irischen Filmfestival Galway Film Fleadh statt. Anschließend wurde er auf über 20 Festivals weltweit gezeigt, unter anderem auf der Berlinale 2008.

## Rezeption
Der Film traf bei seinen Aufführungen auf ein positives Echo und gewann, abgesehen von der Oscar-Nominierung, mehrere weitere Preise. Die Jury des Tribeca Film Festivals wählte ihn 2008 zum Best Narrative Short und kommentierte ihre Wahl mit: «New Boy took us on a complete emotional journey. It was moving, funny, and powerful.» (deutsch: „Der Neue nahm uns mit auf eine ganz emotionale Reise. Er war bewegend, lustig und kraftvoll.“).

## Auszeichnungen
- Nominierung in der Kategorie Short Film (Live Action), Oscarverleihung 2009
- Best Narrative Short, Tribeca Film Festival 2008
- Lobende Erwähnung – Generation kPlus, Berlinale 2008[4]
- Best Short Film, Irish Film & Television Awards 2008
- Best Film, 11th Manhattan Short Film Festival 2008
- Special Jury Prize for Short Film, Seattle International Film Festival 2008
- Best of Fest, St. Louis International Film Festival 2008
- Best Short Film, Vail Film Festival 2008
- Best Irish Short Film, Foyle Film Festival 2007
- Best Short Film, Rhode Island Film Festival 2008
- Best International Film Audience Award, Cork International Film Festival 2008
- Best Film Award, Indie Lisboa Film Festival 2008
- Shannon's Way Award for Short Film Promoting Human Rights, Melbourne International Film Festival 2008
- Best Short Film, Iran Children’s Film Festival 2008
- Audience Award for Best Short Film, Amiens Film Festival 2008
- Best Short Film, Listapadik Film Festival, Belarus 2008